# Perníkový táta
Perníkový táta (v anglickém originále Breaking Bad) je americký televizní seriál poprvé vysílaný v USA 20. ledna 2008 na kabelové televizní stanici AMC. První sezóna měla 7 dílů, druhá 13, další pak 13, 13 a 16. Příběh seriálu se odehrává v oblasti Albuquerque v Novém Mexiku. Poslední epizoda seriálu byla odvysílána 29. září 2013.
Hlavním hrdinou je středoškolský učitel chemie Walter White (Bryan Cranston), který žije společně se svojí těhotnou ženou Skyler (Anna Gunn) a tělesně postiženým synem Waltem Jr. (RJ Mitte). Starší Walt se hroutí poté, co je u něj diagnostikována rakovina plic. Od té doby začíná spolu se svým bývalým studentem Jessem Pinkmanem (Aaron Paul) připravovat laboratoř, kde začnou vařit metamfetamin. Walt si vytyčil cíl, že takto finančně zabezpečí svoji rodinu.
Seriál Breaking Bad si vydobyl všeobecné uznání a získal krom mnoha dalších ocenění i dvě ceny Emmy. Na konci roku 2013 se seriál objevil na druhém místě ve statistikách nejvíce pirátsky stahovaných seriálů hned za Hrou o trůny.
Také se stal námětem pro internetové memy, které často obsahují klíčové momenty seriálu.

## Děj

### První sezóna
Učitel chemie Walter White, který žije s těhotnou ženou a synem po mozkové obrně, se dozvídá, že má rakovinu plic ve třetím stádiu. Walter si uvědomuje, že by svoji rodinu měl do budoucna nějakým způsobem zajistit. Rozhodne se, že peníze získá výrobou a prodejem drog. Dává se dohromady se svým bývalým studentem Jessem Pinkmanem a díky Waltovým výborným znalostem chemie společně vaří výjimečně čistý metamfetamin. Drogu vyrábějí v mobilní laboratoři (v karavanu, v poušti za městem) s pomocí laboratorního nádobí, které Walt ukradl ze školní laboratoře. Walter tak žije dvojí existenci, neboť nadále působí na střední škole a účastní se rodinného i společenského života. Vše jde bez větších problémů, až do chvíle, kdy je napadnou dva dealeři, kteří dříve spolupracovali s Jessem. Obviňují Walta z toho, že pracuje pro DEA (protidrogový úřad). Walt jim však slíbí, že je oba naučí recept na jejich metamfetamin, když je nechají žít. Walter při vaření znovu uplatní svoje znalosti chemie a použije jedovatý fosfan. Po menším výbuchu se mu podaří utéct z karavanu, zavírá omráčené dealery uvnitř a čeká, až se oba otráví jedovatými výpary. Když se zdá, že jsou dealeři mrtví, odváží Walt zraněného Jesseho do Jesseho domu. Walter s Jessem zjišťují, že jeden z dealerů je stále naživu. Rozhodnou se uvěznit ho v Jesseho sklepě. Před hlavními hrdiny teď stojí dva nelehké úkoly – musejí zlikvidovat tělo mrtvého dealera a zároveň se zbavit i toho živého. Úkoly si rozdělí hozením mince.
Jesse se musí zbavit mrtvoly. Walter mu poradí, aby tělo rozpustil v kyselině fluorovodíkové. Řekne mu také, aby na rozpouštění těla koupil velkou plastovou nádobu. Kyselina fluorovodíková totiž reaguje téměř s každým materiálem, kromě plastu. Jesse však v obchodě nenajde žádnou nádobu, do které by se tělo vešlo, a nakonec rozpouští tělo u sebe ve vaně. Zapomíná však na to, že vana je kovová. Kyselina se zanedlouho prožere vanou a rozleptané tělo se propadne podlahou dolů.
Mezitím Walt stále váhá, jestli má druhého dealera zabít nebo propustit, dokonce několik dní pečuje o jeho potřeby a sbližuje se s ním. Nosí mu sendviče na talíři, který jednoho dne pustí na zem po tom, co omdlí po záchvatu kašle, a rozbije ho. Toho využije dealer a během toho, co je Walt v bezvědomí, vezme střep z talíře a ukryje ho u sebe. Po zhruba 15 minutách se probere, střepy odklízí a vyhazuje do koše. Když však po tom, co z koše střepy vyndá a seskládá je, přijde na to, že jeden střep chybí, jde znovu do sklepa s tím, že zdánlivě dealera osvobodí. Záhy se potvrdí, že dealer chtěl Walta zabít, a tak ho Walt uškrtí zámkem od motorky, kterým ho na začátku zamknuli. Následuje odklízení obou těl.
Mezitím si Hank (Waltův švagr, pracující pro DEA) uvědomuje, že v jeho oblasti je nový a významný výrobce drog. Hank zjišťuje, že z Waltovy školní laboratoře někdo ukradl laboratorní nádobí, potřebné k vaření drog.
Walt prozrazuje manželce Skyler, že má rakovinu. Ze začátku nechce podstoupit léčbu a chce, aby o něm rozhodl jeho osud. Nakonec však podstupuje chemoterapii.
Poté obnovuje spolupráci s Jessem. Rozdělí si role: Jesse-prodejce, Walt-vařič. Následně Walt posílá Jesseho vyjednávat s Tucem. Tuco je násilný psychopat, řídící místní obchod s drogami. Když Jesse požaduje peníze za nabízenou dávku, Tuco ho začne zběsile mlátit a kopat. Jesse skončí v nemocnici, kam ho přijde navštívit Walt. Slíbí mu, že peníze od Tuca přinese. Navštíví tedy Tuca a požaduje po něm peníze za předchozí dávku a náhradu za zranění Jesseho. Tucovi se to samozřejmě nelíbí a chystá se Walta zničit. Než tak učiní, Walt způsobí v jeho kanceláři tlakovou vlnu, pomocí třaskavé rtuti. Vystrašený Tuco mu poté předává peníze a slibuje mu do budoucna možnost dalšího obchodu.
Když se Jesse zotaví, začínají znovu vařit. Tentokrát ale používají k vaření sud s látkou (methylamin) ukradenou v továrně na anilin z důvodu nedostatku volně prodejných léků, kterou nahradí některé části receptu. To jim umožní produkovat až 4× větší množství drogy než předtím.

### Druhá sezóna
Poté, co podezíravý a labilní Tuco oba hrdiny unese a vězní v poušti u svého paralyzovaného strýce s plánem přepravit je do Mexika, Walter se jej neúspěšně pokusí otrávit. Tuco napadne Jesseho, ten jej však zraní a s Walterem utečou ven. Mezitím Hanka přivádí na místo jeho soukromé vyšetřování a ten, shodou okolností, v sebeobraně Tuca zastřelí. Aby obhájil svoji celovíkendovou nepřítomnost před manželkou Skyler, Walter veřejně sehraje amnézii. Dále jej však tíží vysoké náklady na léčbu rakoviny. Navzdory několika špatným zkušenostem stále spolupracuje s Jessem při výrobě metamfetaminu, ale problémy se jim nepřestávají lepit na paty. Jeden z jejich dealerů, Badger, je zatčen při prodeji drogy a Walter najme nekalého právníka – Saula Goodmana – aby Badgerovi pomohl. Aby Walter získal větší hotovost, tak s Jessem odjedou karavanem na čtyři dny do pouště vařit perník. Později je další z jejich dealerů, Combo, zastřelen konkurenčním gangem při prodeji perníku v cizím rajónu. Vzhledem k neustálým problémům při prodeji jim Saul navrhne, aby změnili způsob distribuce. Jesse rozvíjí vztah se svojí domácí, Jane. Ta se zotavuje ze závislosti na drogách, ale s Jessem začnou brát heroin. Saul najde obchodního partnera, drogového bosse Guse Fringa, oficiálně majitele fastfoodového řetězce Los Pollos Hermanos, který jim zaplatí 1,2 mil. USD za 38 liber pervitinu vyrobeného v poušti. Walt zboží předá, dostane peníze, ale prošvihne narození své dcery. Odmítne Jessemu předat polovinu peněz kvůli jeho závislosti na drogách, jenže Jane začne Walta vydírat vyzrazením jeho dvojího života, a tak jim peníze nakonec předá. Walt v noci navštíví Jesseho dům a vidí zfetovanou Jane dusit se zvratky, ale nepomůže jí. Jesse se cítí zodpovědný za její smrt. Na závěr série si Skyler začne dávat dohromady všechny Waltovy nepřítomnosti a neustálé výmluvy, obviní Waltera z nevěry a trvá na rozchodu. Zaviněním truchlícího Janina otce, který je leteckým dispečerem, dojde ke srážce dvou velkých dopravních letadel nad Albuquerque a trosky z nich, stejně jako mrtvá těla pasažérů, dopadnou na město včetně Whiteovic domu a zahrady.

### Třetí sezóna
Skyler se dozví o Waltových zločinech a rozhodne se s ním rozvést. Walt krátce odejde z drogového byznysu, ale Gus mu nabídne práci vaření metamfetaminu ve skrytém laboratorním komplexu, kde mu má asistovat chemik Gale.
Mezitím Hank pokračuje ve vyšetřování, které ho dovede až k Jesse Pinkmanovi. Nemá proti němu žádné přímé důkazy, ale v záchvatu vzteku ho brutálně napadne, což vede k jeho suspendování z DEA. Walt, aby zabránil Jessemu v podání žaloby na Hanka, přinutí Guse, aby Galea nahradil Jessem jako svým laborantem.
Hank je později napaden dvěma bratranci zesnulého Tuca Salamancy, kteří se chtějí pomstít za smrt svého bratrance. V dramatickém boji se mu je podaří zabít, ale utrpí vážná zranění a zůstává částečně paralyzovaný.
Jesseho chování se stává nevyzpytatelným, což přivádí Walta do stále nebezpečnější situace. Když Gusovi dealeři zabijí mladšího bratra od Jesseho přítelkyně, Walt je v zoufalství zabije, aby Jesseho ochránil. Rozzuřený Gus se rozhodne odstranit jak Walta, tak Jesseho. Walt však přesvědčí Jesseho, aby zabil Galea – jediného člověka, který by mohl nahradit jejich dovednosti v laboratoři. Tento krok donutí Guse, aby si Walta a Jesseho ponechal naživu, což však zároveň vystavuje oba ještě většímu nebezpečí.

## Obsazení

### Hlavní postavy
| Bryan Cranston     | Walter „Walt“ White (alias Heisenberg) – středoškolský učitel chemie a drogový mafián            |
| Aaron Paul         | Jesse Pinkman – bývalý student Walta a drogový dealer                                            |
| Jonathan Banks     | Mike Ehrmantraut – bývalý policista a nájemný vrah                                               |
| Anna Gunn          | Skyler White – manželka Walta a účetní                                                           |
| RJ Mitte           | Walter White Jr. – syn Walta a Skyler                                                            |
| Dean Norris        | Hank Schrader – švagr Walta a Skyler a policejní agent                                           |
| Betsy Brandt       | Marie Schrader – sestra Skyler a manželka Hanka                                                  |
| Bob Odenkirk       | James Morgan „Jimmy“ McGill (alias Saul Goodman) – advokát Walta a Jesseho                       |
| Giancarlo Esposito | Gustavo „Gus“ Fring – velký distributor drog                                                     |
| Jesse Plemons      | Todd Alquist – zaměstnanec Vamonos Pest Control, který se stane spolupracovníkem Walta a Jesseho |

## Spin-off
Seriál z let 2015–2022 Volejte Saulovi (Better Call Saul), rovněž v režii Vince Gilligana, se odehrává ve stejném univerzu a lze ho chápat jako spin-off Perníkového táty ve formě prequelu. Věnuje se příběhu postavy právníka Jimmyho McGilla alias Saula Goodmana.